# Pistolet maszynowy Mendoza HM-3
HM-3 – meksykański pistolet maszynowy produkowany przez firmę Productos Mendoza.
HM-3 jest produkowany od 1975 roku. Początkowo posiadał lekką kolbę stałą wygiętą z metalowej rurki. W latach 80. powstała zmodernizowana wersja w kolbą składaną na bok broni. Stopka złożonej kolby tworzy chwyt przedni.
HM-3 znajduje się na uzbrojeniu armii meksykańskiej.

## Opis
HM-3 jest bronią samoczynno-samopowtarzalną. Zasada działania oparta na odrzucie zamka swobodnego. Zamek nasuwa się na lufę. Mechanizm spustowy umożliwia prowadzenie ognia pojedynczego i seriami. Bezpiecznik nastawny połączony z przełącznikiem rodzaju ognia. Drugim bezpiecznikiem jest automatyczny bezpiecznik chwytowy.
HM-3 jest bronią zasilaną przy pomocy dwurzędowych magazynków pudełkowych o pojemności 32 naboi. Gniazdo magazynka znajduje się w chwycie.
Lufa o długości 235 mm.
Kolba stała, z metalowej rurki, albo składana na bok broni. Przyrządy celownicze mechaniczne (celownik przerzutowy).